# Xhafer Bej Ypi
Xhafer Bej Ypi född 1880 i Korça i Osmanska Albanien, död 1940, var en albansk politiker. Han var Albaniens premiärminister från 24 december 1921-26 december 1922.